# 225e régiment d'artillerie
Pour les articles homonymes, voir 225e régiment.
Le 225e régiment d'artillerie est une unité de l’Armée de terre française, qui a combattu et existé pendant la Première Guerre mondiale et la Seconde Guerre mondiale.
Le 225e régiment d'artillerie de campagne est formé à partir de l'artillerie de la 56e division d'infanterie en avril 1917, avec trois groupes de canons de 75 de campagne. Il est dissout en 1919.
Le 225e régiment d'artillerie lourde divisionnaire est recréé à la mobilisation de 1939 à partir du 25e régiment d'artillerie divisionnaire. Il forme l'artillerie lourde de la 12e division d'infanterie motorisée pendant la bataille de France, à l'issue de laquelle il est dissous.

## Création et différentes dénominations
- 1er avril 1917 : création du 225e régiment d'artillerie de campagne (225e RAC)
- janvier - avril 1919 : dissolution
- septembre 1939 : création du 225e régiment d'artillerie lourde divisionnaire (225e RALD)
- juillet 1940 : dissolution

## Colonels et chefs de corps
- 1917 : lieutenant-colonel Bunoust[1]
- 1918 : chef d'escadron puis lieutenant-colonel Touzard
- 1940 : lieutenant-colonel Hennegrave[2]

## Historique des garnisons, campagnes et batailles

### Première Guerre Mondiale
Le 225e régiment d'artillerie de campagne (225e RAC) est formé le 1er avril 1917 à partir de l'artillerie divisionnaire de la 56e division d'infanterie (AD/56), constituée d'un groupe du 25e RAC, d'un groupe du 32e RAC et d'un groupe du 40e RAC.
Le régiment est engagé en avril 1917 dans la bataille de l'Aisne,. Il rejoint ensuite l'Alsace en juin 1917.
En mars 1918, le régiment rejoint la région de Montdidier. En avril, le régiment part en Lorraine puis en Picardie en août.
Le 15 novembre 1918, le régiment entre en Alsace puis passe le Rhin le 27 vers la Rhénanie. Ayant rejoint la France en janvier 1919, le régiment est dissout à partir de ce mois, jusqu'en avril 1919.

### Seconde Guerre mondiale
Le 225e régiment d'artillerie lourde divisionnaire est mis sur pied le 13 septembre 1939 au centre mobilisateur d'artillerie no 26 (Châlons-sur-Marne et Vitry-le-François) avec les éléments d'active du 25e régiment d'artillerie divisionnaire. Ces deux régiments forment l'artillerie de 12e division d'infanterie motorisé. Il est formé de deux groupes de canons de 155 courts modèle 1917[réf. souhaitée] à tracteurs tous-terrains.
Il combat pendant la bataille de France. Il engage l'ennemi le 14 mai 1940. Le régiment se replie ensuite pour éviter l'encerclement. Le 20 mai, il est en forêt de Vicoigne. Alternant combats de jour et replis de nuit, le régiment se replie avec sa division vers Dunkerque par Bruay-en-Artois, Avelin, Charleroi, Valenciennes et Lille. Il disparaît dans la bataille de Dunkerque début juin 1940 et ses éléments sont capturés.
Quelques éléments du régiment, dont son colonel, s'échappent en zone libre et le 225e RALD est dissous le 6 juillet 1940.

## Décorations
Le 225e régiment d'artillerie de campagne est cité à l'ordre de l'armée le 29 avril 1918 et le 16 octobre 1918. Il reçoit la fourragère (aux couleurs de la croix de guerre) le 12 novembre 1918.